# Charlotte the Harlot
 (septembre 2021).
Charlotte the Harlot est le nom d'une chanson et d'une personne (présumée de fiction) qui apparaît dans plusieurs chansons du groupe de heavy metal Iron Maiden. Selon Dave Murray (auteur de la chanson « Charlotte the Harlot ») il s'agirait d'une prostituée qui exerçait son métier dans le quartier où il a grandi.
Le personnage de Charlotte fait son apparition dans les titres suivants:
- Charlotte the Harlot sur l'album Iron Maiden
- 22 Acacia Avenue sur l'album The Number of the Beast
- Hooks in You sur l'album No Prayer for the Dying
- From Here to Eternity sur l'album Fear of the Dark